# بلواستون (ویرجینیای غربی)
بلواستون (به انگلیسی: Bluestone) یک منطقهٔ مسکونی در ایالات متحده آمریکا است که در شهرستان مرسر، ویرجینیای غربی واقع شده‌است. بلواستون ۷۱۱٫۱۱ متر بالاتر از سطح دریا واقع شده‌است.